# 果空球虫
果空球虫（学名：Cenosphaera melifica）为光滑球虫科空球虫属的动物。分布于南太平洋，包括西沙群岛、西沙北海槽、东海等海域。